# إعصار المحيط الهادئ

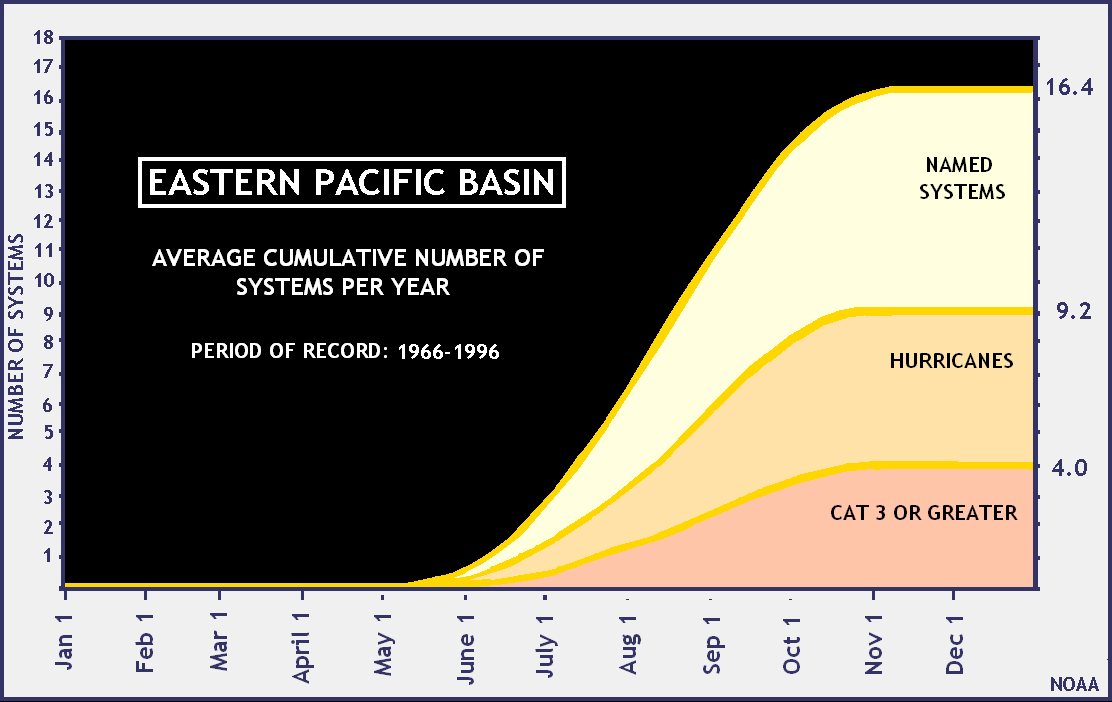

إعصار المحيط الهادئ هو إعصار استوائي (مداري) ينشأ أو يتطور من شرق أو منتصف المحيط الهادئ، إلى الشرق من 180 درجة غربا، إلى الشمال من خط الاستواء.